# Birdling’s Flat
Birdling's Flat ist eine kleine Siedlung im Stadtgebiet von Christchurch City in der Region Canterbury auf der Südinsel von Neuseeland.

## Namensherkunft
Die Siedlung wurde nach dem Farmarbeiter William Birdling benannt, der sich in den späten 1840er Jahren an dem Ort Land kaufte und sich ein kleines Anwesen schuf, das er Lake View nannte. Als 1882 der Eisenbahnbau den Ort erreichte, nannte man den Bahnhof Birdling's Flat.

## Geographie
Die Siedlung befindet sich rund 33 km südsüdöstlich des Stadtzentrums von Christchurch an der Südwestseite der Banks Peninsula. Direkt östlich der Siedlung liegt der Abfluss des Lake Forsyth und rund 4,5 km nordwestlich befindet sich der Lake Ellesmere / Te Waihora. Die Siedlung hat Zugang zum New Zealand State Highway 75, der rund 1 km nördlich von Christchurch kommend in die Bergregionen der Banks Peninsula und nach Akaroa führt.

## Geschichte
Am 16. Mai 1882 wurde die Verbindungsbahn von Birding's Flat zur Southbridge Branch in Lincoln eröffnet. Diese Linie wurde als Little River Branch durch die Erweiterung nach Little River am 11. März 1886 bekannt. Die Eisenbahn bediente die Station in Birdling's Flat bis zu ihrer Einstellung am 30. Juni 1962. Der ehemalige Bahndamm blieb gut erhalten und wird jetzt als öffentlicher Wander- und Fahrradweg als Little River Rail Trail revitalisiert.
Von 1961 bis 2016 betrieb die University of Canterbury in der Siedlung vier Radarsysteme, die für unterschiedliche Aufgaben eingesetzt wurden. Ein 26,2-MHz-Radar wurde zur Bahnverfolgung von Meteoriten eingesetzt. Ein weiteres mit 2,4 MHz für die Windmessungen innerhalb der Mesosphäre zwischen einer Höhe von 60 km und 100 km. Ein drittes System wurde für die Messung der Ionisation der Atmosphäre eingesetzt und das vierte Radarsystem sollte bei einer Frequenz von 42,5 MHz die Windverhältnisse in 2 km bis 12 km Höhe ermitteln. Alle Systeme wurde im Jahr 2016 außer Betrieb gesetzt. Zwischen Mai 1963 und Dezember 1964 startete die University of Cambridge von hier drei Arcas-Höhenforschungsraketen, die von der NASA zur Verfügung gestellt wurden.

## Sehenswürdigkeiten
Der Strand von Birding's Flat ist reich an Edelsteinen und unterschiedlichsten Gesteinsarten vulkanischen Ursprungs. Sammler und Kunsthandwerker, die aus den Steinen Schmuck herstellen, kommen an dem langen Strand auf „ihre Kosten“. Doch für Schwimmen oder Wassersport ist der Strand nicht geeignet, wird sogar aufgrund seiner speziellen Strömungs- und Wellenbedingungen als höchst gefährlich eingestuft.